# Klemen Štimulak
Klemen Štimulak, né le 20 juillet 1990 à Dobrna, est un coureur cycliste slovène.

## Palmarès
- 2010
  - 3e du championnat de Slovénie du contre-la-montre espoirs
- 2012
  - Classement général du Circuit du Mené
  - 3e du championnat de Slovénie du contre-la-montre espoirs
  - 3e du Trofeo Banca Popolare di Vicenza
- 2013
  -  Champion de Slovénie du contre-la-montre
  - 3e de Zagreb-Ljubljana
- 2014
  - Giro del Medio Brenta
  - 2e du championnat de Slovénie du contre-la-montre
- 2015
  - 3e du championnat de Slovénie du contre-la-montre

## Classements mondiaux
| Année           | 2011   | 2012 | 2013 | 2014 |
| --------------- | ------ | ---- | ---- | ---- |
| UCI Europe Tour | 1 124e | 587e | 305e | 268e |